# Valeriu Stoica
Valeriu Stoica  (n. 1 octombrie 1953, București) este un politician român, jurist și profesor de drept civil la Facultatea de Drept a Universității București.

## Biografie

### Politician
A fost membru al Partidului Comunist Român din 1974.
A devenit membru al Partidului Național Liberal (PNL) în 1990, a fost vicepreședinte al acestuia în perioada 1997 - 2001 și președinte al partidului între 17 februarie 2001 - 24 august 2002.
A fost ministrul Justiției în guvernele conduse de:
- Victor Ciorbea – (12 decembrie 1996 - 29 decembrie 1997)
- Radu Vasile – (17 aprilie 1998 - 22 decembrie 1999)
- Mugur Isărescu – (22 decembrie 1999 - 28 decembrie 2000)

În 2006 a părăsit PNL și a devenit membru fondator al Partidului Liberal Democrat.

### Activitate ca magistrat
Valeriu Stoica este partener fondator al Societății Civile de Avocați Stoica & Asociații, unde, împreună cu soția sa, Cristiana Irinel Stoica, a creat în ultimii ani una dintre cele mai importante firme de avocatură din România, specializată în litigii civile și comerciale.
Este autor și coautor al unui mare număr de lucrări juridice din domeniile dreptului civil, dreptului comercial, drepturilor omului.
În 1991 a pus bazele Institutului de Magistrați din România. În calitate de decan al acestei instituții, a stabilit contacte profesionale cu instituții internaționale și universități din lumea întreagă.
Ca ministru al Justiției și viceprim-ministru, între 1996 și 2000, a contribuit la promovarea unor acte normative pentru mediul de afaceri din România: legea garanțiilor reale mobiliare și legea restituirii proprietăților. De asemenea, a fost deputat în Parlamentul României între anii 1997 și 2003.
A colaborat cu organizații internaționale precum Consiliul Europei sau Asociația Americană a Barourilor în calitate de membru în comisiile de lucru. De asemenea, a fost arbitru la Curtea Internațională de Arbitraj de pe lângă Camera de Comerț a României.